# Национална химна
Национална или државна химна је репрезентативна инструментална или вокално-инструментална композиција државе, која се претежно изводи у свечаним односно службеним приликама. Већина државних химни су маршеви или химне у стилу. Америчке, централноазијске и европске нације теже китњастијим и оперским комадима, док оне на Блиском истоку, у Океанији, Африци и на Карибима користе упрошћеније фанфаре. Неке земље које су подељене у више конститутивних држава имају своје званичне музичке композиције за њих (као што су Уједињено Краљевство, Русија и бивши Совјетски Савез); песме њихових бирачких јединица се понекад називају националним химнама иако нису суверене државе.
Изводе се на националним свечаностима и прославама, а такође и на спортским манифестацијама. На Олимпијским играма и сличним службеним међународним такмичењима, државна химна се изводи током церемоније доделе једне од медаља. Државне химне се такође изводе и пре почетка такмичења у многим спортским лигама. Чак, у неким државама, национална химна се изводи ученицима и студентима сваког дана, прије почетка предавања. Осим тога, у појединим земљама, химна се изводи у позориштима пре почетка представе, као и у биоскопима, пре емитовања филма. У већини случајева, изводи се само једна строфа, најчешће прва, што није увек случај, јер Немачка на пример користи трећу строфу. Већи ентитети понекад такође имају своју химну. Постоји прегршт међународних химни. Службена химна Европе је „Ода радости“ из Бетовенове девете симфоније.

## Историја
У раном модерном периоду, неке европске монархије усвојиле су краљевске химне. Неке од ових химни су опстале у садашњој употреби. „God Save the King/Queen“, први пут изведена 1619. године, остаје краљевска химна Уједињеног Краљевства и краљевства Комонвелта. La Marcha Real, усвојена као краљевска химна шпанске монархије 1770. године, усвојена је као национална химна Шпаније 1939. Данска је задржала своју краљевску химну, Kong Christian stod ved højen mast (1780) уз националну химну (Der er et yndigt land, усвојену 1835). Године 1802, Гија Лонг је наручио краљевску химну на европски начин за Краљевину Вијетнам.
Ако се химна дефинише као састављена и од мелодије и од текста, онда је најстарија национална химна у употреби данас национална химна Холандије, Вилхелмус. Написана између 1568. и 1572. током холандске побуне, већ је била популарна химна орангиста током 17. века, иако је било потребно до 1932. да би била званично призната као холандска национална химна. Текст јапанске националне химне, Кимигајо, претходио је текстовима холандске химне неколико векова, преузета је из песме из хеиан периода (794–1185), али је музика додата тек 1880. године. Ако се национална химна дефинише тако што је званично означена као национална песма одређене државе, онда би се Ла Марсељеза, коју је Француска национална конвенција званично усвојила 1796. године, квалификовала као прва званична национална химна.
Олимпијска повеља из 1920. године увела је ритуал свирања државне химне освајача златне медаље. Од тог времена, свирање државних химни постало је све популарније на међународним спортским догађајима, стварајући подстицај за такве нације које још нису имале званично дефинисану националну химну да је уведу.
До периода деколонизације 1960-их, постала је уобичајена пракса да нове независне нације усвоје званичну националну химну. Неке од ових химни су посебно наручене, као што је химна Кеније, Ee Mungu Nguvu Yetu, коју је произвела наменска „Комисија за химну Кеније“ 1963. године.

## Употреба
Националне химне се користе у широком спектру контекста. Одређени бонтон може бити укључен у свирање химне неке земље. То обично укључује војне почасти, устајање, скидање покривала за главу итд. У дипломатским ситуацијама правила могу бити врло формална. За посебне прилике могу постојати и краљевске химне, председничке химне, државне химне итд.
Оне се изводе се на државним празницима и фестивалима, а такође су уско повезане са спортским догађајима. Велс је био прва земља која је ово усвојила, током утакмице рагбија против Новог Зеланда 1905. Од тада током спортских такмичења, као што су Олимпијске игре, национална химна освајача златне медаље свира се на свакој церемонији медаља; такође се изводи пре утакмица у многим спортским лигама, пошто је усвојен у бејзболу током Другог светског рата. Када тимови из две земље играју међусобно, свирају се химне обе нације, а химна земље домаћина се свира последња.
У неким земљама, национална химна се свира ученицима сваког дана на почетку школе као вежба патриотизма, као на пример у Танзанији. У другим земљама државна химна се може свирати у позоришту пре представе или у биоскопу пре филма. Многе радио и телевизијске станице су то усвојиле и свирају националну химну када се пријаве ујутру и поново када се одјаве увече. На пример, национална химна Кине свира се пре емитовања вечерњих вести на локалним телевизијским станицама у Хонгконгу, укључујући ТВБ Џејд. У Колумбији је закон да се национална химна свира у 6:00 и 18:00 на свим јавним радио и телевизијским станицама, док се на Тајланду „Фленг Чат Тај“ пушта у 08:00 и 18:00 широм земље (Краљевска химна се уместо тога користи за пријаве и затварања). Међутим, употреба химне ван њене земље зависи од међународног признања те земље. На пример, Међународни олимпијски комитет није признао Тајван као засебну нацију од 1979. године и мора се такмичити као Кинески Тајпеј; њена „Песма националног барјака“ се користи уместо њене националне химне. На Тајвану се национална химна земље пева пре уместо током подизања и спуштања заставе, а затим песма националног банера током самог подизања и спуштања заставе. Чак и унутар државе, грађани државе могу различито тумачити националну химну (као што у Сједињеним Државама неки сматрају да америчка химна представља поштовање према мртвим војницима и полицајцима, док је други сматрају одавањем почасти земљи уопште).
Могу се користити различита решења када се земље са различитим химнама такмиче у јединственом тиму. Када су Северна Кореја и Јужна Кореја заједно учествовале на Зимским олимпијским играма 2018., народна песма „Ариранг“, омиљена са обе стране границе и виђена као симбол Кореје у целини, коришћена је као химна уместо државне химне било које од држава.

## Језици
Национална химна, када има текст (као што је обично случај), најчешће је на националном или најзаступљенијем језику земље, било да је де факто или службени, мада постоје значајни изузеци. Најчешће, државе са више од једног националног језика могу понудити неколико верзија своје химне, на пример:
- „Војничка песма“, национална химна Ирске, првобитно је написана и усвојена на енглеском, али се ирски превод, иако никада формално није усвојен, данас скоро увек пева уместо тога, иако само 10,5% Ирске говори ирски матерњи језик.[14]
- Постоји неколико земаља које немају званичне текстове својих химни. Једна од њих је „Marcha Real”, национална химна Шпаније. Иако је првобитно имала текстове, ови текстови су укинути након владиних промена раних 1980-их, пошто што је престала диктатура Франциска Франка. Године 2007, одржано је национално такмичење у писању речи, али није изабран ниједан текст.[15]